# 什特吕特
什特吕特（法語：Struth，发音：[ʃtʁyt] 或 [ʃtʁut]）是法国下莱茵省的一个市镇，属于萨韦尔讷区和英维莱尔县（Ingwiller）。该市镇总面积4.12平方公里，2009年时的人口为236人。

## 人口
什特吕特人口变化图示